# Infiltracija (vojaštvo)
Infiltracija v vojaški terminologiji pomeni tih in skriven prihod vojakov ali članov specialnih sil na nasprotnikovo ozemlje z namenom nekonvencionalnega bojevanja ali izvidovanja.

## Taktika
Infiltracija se začne z izvidovanjem mest, kjer je možno izkrcanje vojakov ali pripadnikov specialnih sil po vodi, tleh ali zraku. Z izvidovanjem celotnega območla operacije je možno precej povečati uspeh infiltracije.
Po prihodu vojakov se celotna ekipa giblje tako, da se izogiba detekciji in stiku z nasprotnikom dokler ne nastopi čas za izvedbo naloge. Tako ekipa navadno izbira gibanje po gozdu, težje prehodnem terenu ter izven obstoječe infrastrukture, saj je za take terene manj verjetno, da jih nasprotnik učinkovito nadzira oz. jih ne nadzira. 
Možno je več načinov prihoda do cilja:
- Premik v strnjeni skupini pomeni premik celotne skupine po isti poti, kar poenostavi navigacijo in koordinacijo premika. Večja skupina tudi enostavneje odgovori na napad nasprotnika, vendar je v primeru odkritja te skupine ogrožen uspeh akcije.

- Premik več manjših skupin po isti poti je podobno premiku ene večje skupine, vendar traja dlje časa in treba je definirati točko srečanja vseh skupin. Če je ena od skupin odkrita, obstaja nevarnost, da naslednje skupine padejo v zasedo.

- Premik več manjših skupin po različnih poteh ima prednost težjega odkritja s strani nasprotnika, odkritje ene skupine ne ogrozi ostalih skupin in zahteva razpršitev nasprotnikovih enot. Se pa pojavljajo problemi s komunikacijo in nadzorom premika vseh skupin.

Zaradi specifičnih zahtev, ki spremljajo to vrsto akcij, imajo člani ekipe tudi temu namenu prilagojeno opremo. Ta oprema vključuje strelno orožje z dušilcem poka, naprave za nočno gledanje, različne tipe eksplozivov, ipd. Zaradi odsotnosti oskrbe mora enota s sabo tovoriti tudi večje količine municije in ostale opreme kot pa jo nosijo navadni vojaki. Ker prevelika količina opreme negativno vpliva na mobilnost enote, je treba najti kompromis med mobilnostjo in količino opreme.